# Iwan Bohun

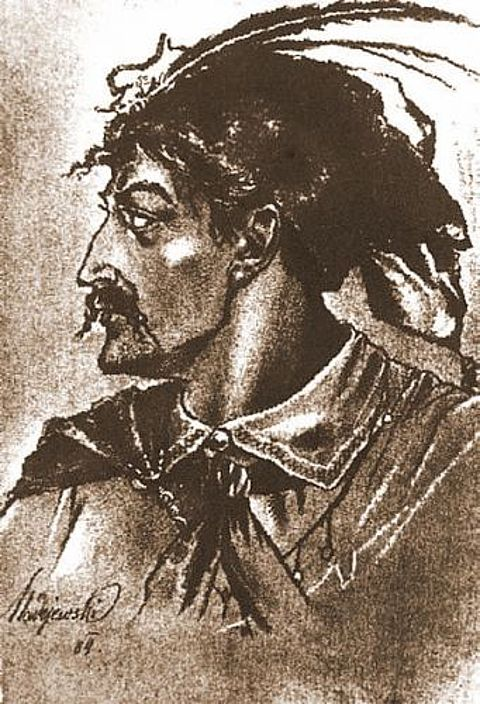
Iwan Bohun

Iwan Bohun (ukrainisch: Іван Богун, wiss. Transliteration: Ivan Bohun; russisch: Ива́н Богу́н/Iwan Bogun; polnisch: Iwan Bohun; * vermutlich 1618 in Brazlaw; † 17. Februar 1664 in Nowhorod-Siwerskyj) war ein Polkownyk der Saporoger Kosaken und kämpfte im Chmelnyzkyj-Aufstand auf Seiten seines Freundes Bohdan Chmelnyzkyj für ein Kosaken-Hetmanat.

## Leben

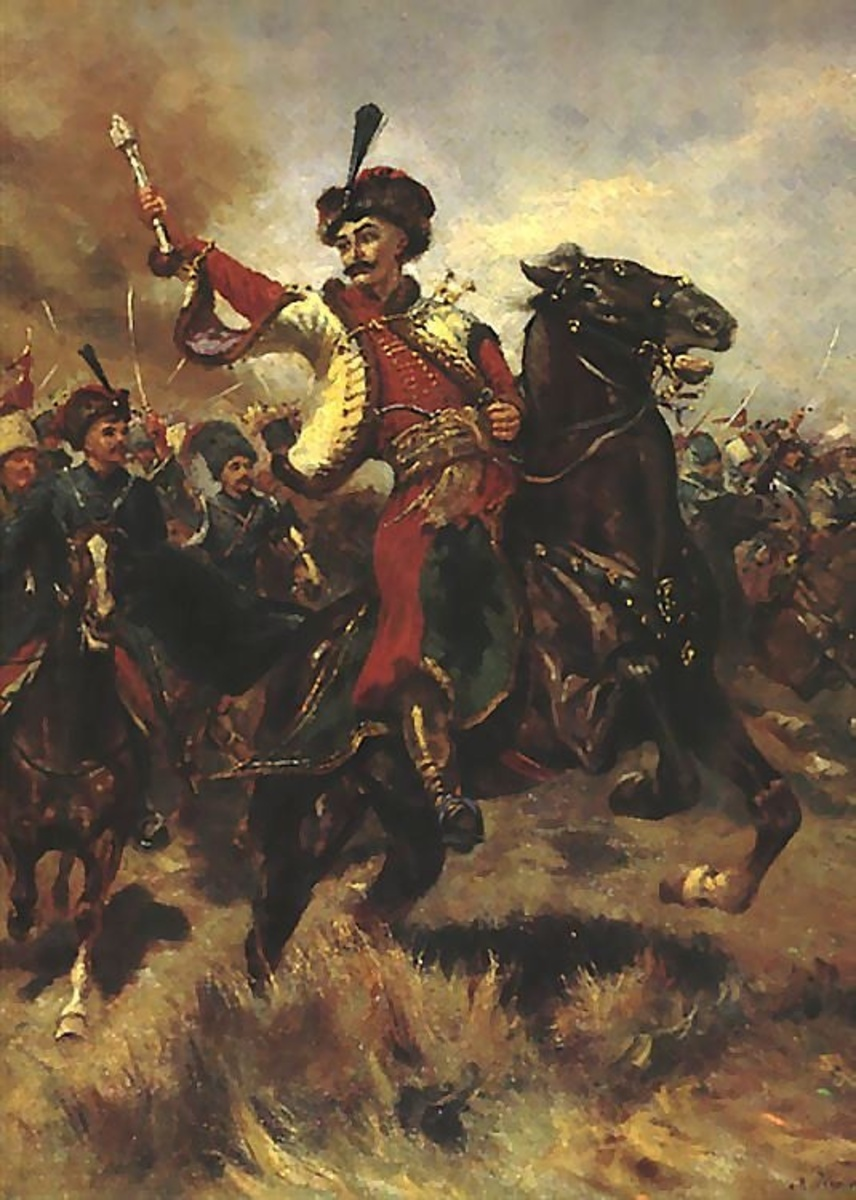
Bohun in der Schlacht bei Berestetschko; Mykola Iwasjuk 1900

Iwan Bohun wurde 1618 als Kind einer ukrainischen Szlachta-Familie in Brazlaw in der Ukraine geboren.
Er nahm an allen wichtigen Schlachten des Chmelnyzkyj-Aufstandes teil und spielte eine herausragende Rolle in der Schlacht bei Berestetschko im Jahre 1651. 
Zunächst für den Vertrag von Perejaslaw mit dem Zarentum Russland wandte er sich nach dem Tod Chmelnyzkyjs gegen diesen.
Nachdem der Hetman Iwan Wyhowskyj den Vertrag von Hadjatsch mit der polnisch-litauischen Adelsrepublik 1658 abgeschlossenen hatte, führte Bohun 1659 einen bewaffneten Aufstand in der Rechtsufrigen Ukraine gegen Iwan Wyhowskyj und die polnischen Kräfte, insbesondere bei Brazlaw, Uman und in der Schlacht von Konotop.
1662 wurde er durch die Polen verhaftet und in der Festung Marienburg inhaftiert. Ein Jahr später wurde er wieder freigelassen, um im Gegenzug am Russisch-Polnischen Krieg 1654–1667 auf Seiten Polens gegen Russland teilzunehmen. Während des Rückzuges nach der misslungenen Belagerung von Hluchiw wurde er am 17. Februar 1664 verhaftet, der Übergabe wichtiger militärische Informationen an die belagerte russische Garnison beschuldigt und als Hochverräter von einem Erschießungskommando hingerichtet.

## Nachwirkung
Der Roman Mit Feuer und Schwert (poln. Ogniem i mieczem) des polnischen Literatur-Nobelpreisträgers Henryk Sienkiewicz handelt vom Kosakenaufstand unter Chmelnyzkyj. In der gleichnamigen Verfilmung des polnischen Regisseurs Jerzy Hoffman aus dem Jahre 1999 beruht der Charakter des Jurko Bohun auf der historischen Figur des Iwan Bohun.
In der ukrainischen Stadt Schowti Wody steht das Reiterstandbild der Helden des Befreiungskrieges des ukrainischen Volkes, das die drei Kosaken Maksym Krywonis, Bohdan Chmelnyzkyj und Iwan Bohun darstellt.
Ein Luftkissen-Landungsschiff der Pomornik-Klasse der ukrainischen Marine trug den Namen Iwan Bohun (U421).
In der westukrainischen Stadt Lwiw wird jährlich des Todes von Iwan Bohun mit Feierlichkeiten gedacht.
Das Kiewer Militärlyzeum Iwan Bohun ist nach ihm benannt.

## Galerie

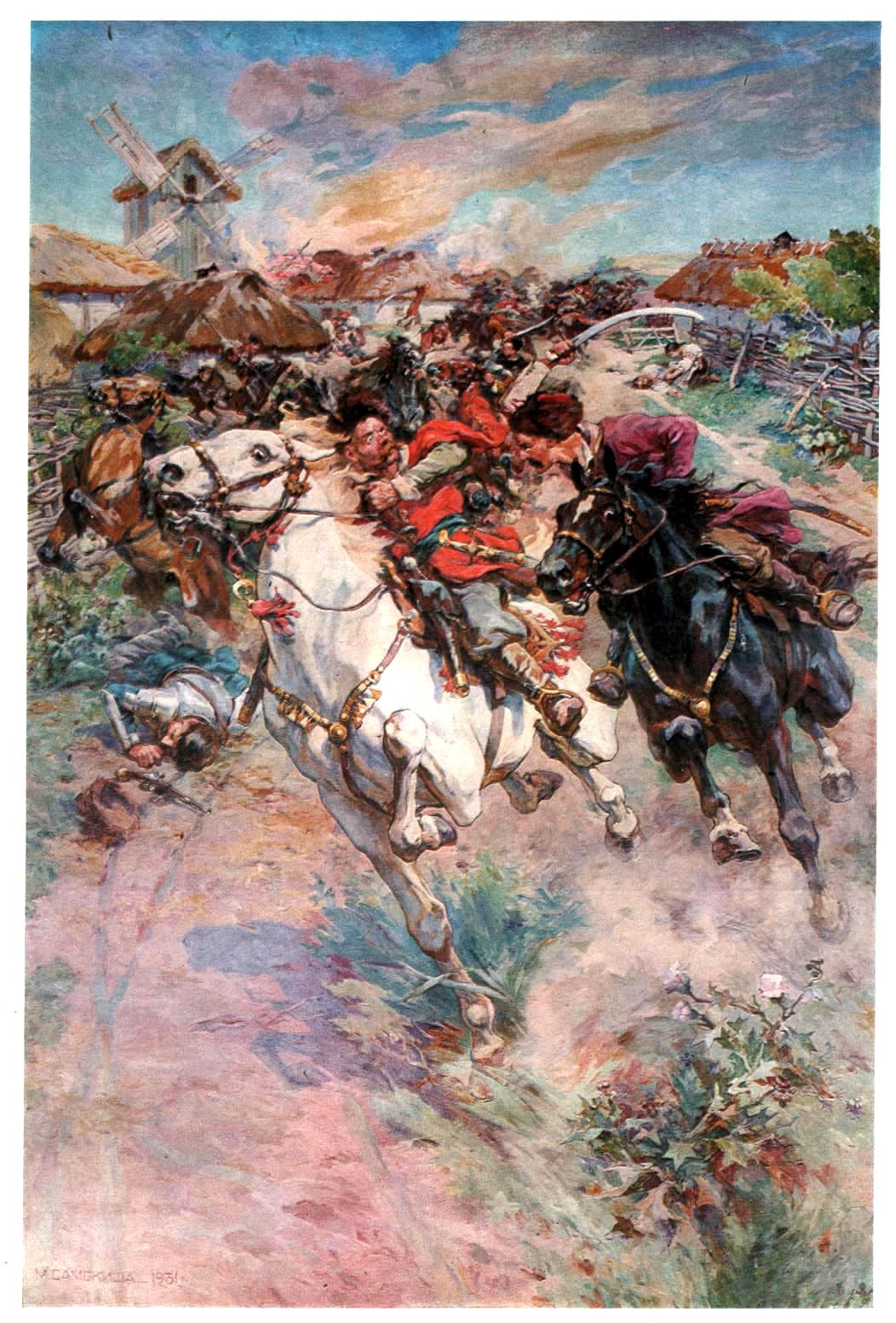
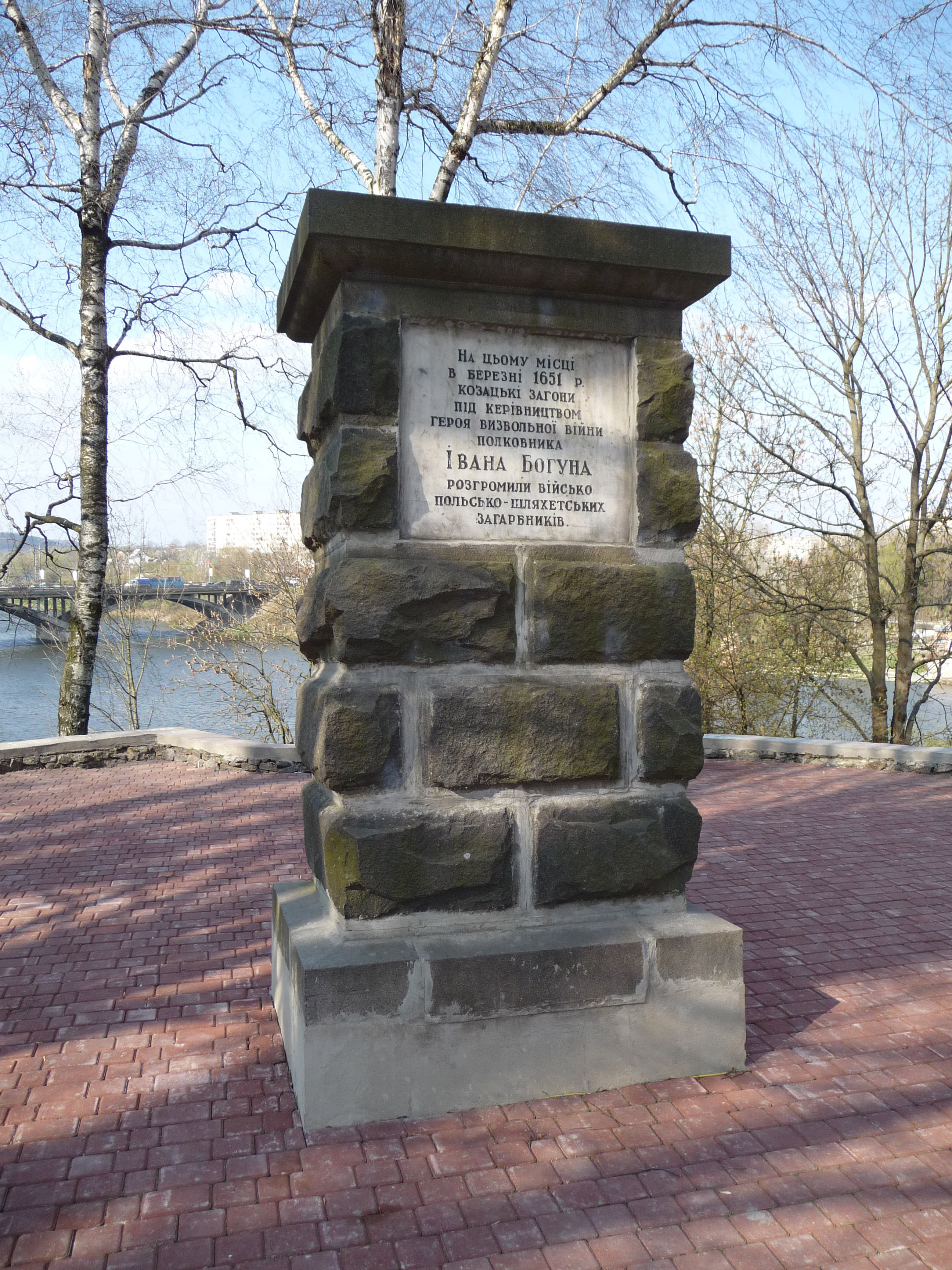